# Xylariomycetidae
Xylariomycetidae O.E. Erikss. & Winka – podklasa grzybów z klasy Sordariomycetes.

## Systematyka
Takson utworzyli Ove Erik Eriksson i Katarina Winka w 1997 r. Według aktualizowanej klasyfikacji Index Fungorum bazującej na Dictionary of the Fungi do klasy Xylariomycetidae należą:
- rząd Amphisphaeriales D. Hawksw. & O.E. Erikss. 1986
- rząd Delonicicolales R.H. Perera, Maharachch. & K.D. Hyde 2017
- rząd Xylariales Nannf. 1932
- rzędy Incertae sedis